# Lāla
Lāla är en ort i Indien.   Den ligger i distriktet Hailakandi och delstaten Assam, i den östra delen av landet, 1 600 km öster om huvudstaden New Delhi. Lāla ligger 34 meter över havet och antalet invånare är 10 942.
Terrängen runt Lāla är platt. Runt Lāla är det tätbefolkat, med 659 invånare per kvadratkilometer. Närmaste större samhälle är Hailākāndi, 15,4 km norr om Lāla. Trakten runt Lāla består till största delen av jordbruksmark.